# Matthias-Pape-Gedächtnisturnier
Das Matthias-Pape-Gedächtnisturnier, kurz Pape-Cup, gilt als inoffizielle deutsche U15-Meisterschaft im Hallenfußball. Das renommierte Turnier wird seit 2001 in Magdeburg, im Gedenken an den ehemaligen Fußballspieler und -trainer Matthias Pape (1971–2001), ausgetragen. Gastgebender Verein ist der 1. FC Magdeburg.

## Hintergrund
Matthias Pape (* 1971 in Magdeburg, † 4. Mai 2001, ebd.) war ein Fußballspieler und -trainer. Er begann in den Jugendmannschaften von TuS 1860 Magdeburg-Neustadt, wechselte mit 17 Jahren zur BSG Stahl Blankenburg, wo er zunächst ein Jahr in der A-Jugend spielte und sich dann in der ersten Mannschaft durchsetzen konnte. Nach seinem Wechsel zum damaligen Zweitligisten Stahl Thale verletzte er sich im Training schwer und es wurde eine schwere Erkrankung bei ihm diagnostiziert, so dass er seine Karriere vorzeitig beenden musste.
Pape spielte daraufhin für die Magdeburger Vereine USC und Fortuna unterklassig, bei letzterem wurde er erstmals Trainer. 1996 zog es ihn zunächst als B-Jugend-Trainer zum 1. FC Magdeburg. Wenig später übernahm er die A-Jugend. Seinen größten Erfolg konnte er dabei 1999 feiern: Nach Siegen gegen Holstein Kiel, VfB Leipzig, Energie Cottbus und Hannover 96 konnte er mit seinen Schützlingen einen 6:1-Sieg gegen den 1. FC Saarbrücken feiern und damit den DFB-Junioren-Vereinspokal erringen. Auf Magdeburger Seite spielten dabei die späteren Bundesligaspieler Maik Franz und Benjamin Schüßler mit, außerdem acht Spieler, die es in die 1. Herrenmannschaft des FCM schafften.
Bekannt war Pape wegen seines guten Kontakts zu den Fans und dass er neben der fußballerischen Ausbildung auch darauf achtete, dass seine Spieler auch schulischen und beruflichen Erfolg haben. Als Jugendlicher hatte er vor allem einen guten Kontakt zu seinem C-Jugend-Trainer, der unter anderem zu seiner Jugendweihe kam.
Im Alter von 29 Jahren erlag Matthias Pape 2001 seiner Erkrankung.

## Modus
Gespielt wird aktuell mit 20 Teams, darunter aktuell (2015) 15 direkt eingeladene Teams aus der Fußball-Bundesliga sowie Cambridge United aus England und Vejle BK aus Dänemark. Neben dem 1. FC Magdeburg treten noch zwei Vereine aus Magdeburg und der Umgebung an. Diese qualifizieren sich über ein Vorturnier, an dem derzeit (2015) 10 Vereine teilnehmen. Diese werden in zwei Gruppen aufgeteilt. Die jeweils ersten beiden qualifizieren sich für zwei Finalspiele, wobei der 2. jeweils gegen den 1. aus der anderen Gruppe antritt. Die Gewinner haben sich für den Pape-Cup qualifiziert.
Beim Pape-Cup werden die zwei Qualifikanten auf zwei Gruppen verteilt, der Rest der Teams per Losverfahren einer Gruppe zugewiesen. Gespielt wird in der Gruppe jeder gegen jeden. Der letzte einer jeden Gruppe qualifiziert sich für die Spiele um die Plätze 17 bis 20, die dann per Halbfinale und Finale ausgespielt werden. Die 3. und 4. qualifizieren sich für die Spiele um die Plätze 9 bis 16, die beiden ersten qualifizieren sich für die Spiele um die Plätze 1 bis 8. Danach werden die Plätze jeweils per Viertelfinale, Halbfinale und Finale so lange zugewiesen, bis jedes Team einen einzelnen Platz erringen konnte.
Beispiel: Team A hat in der Vorrunde Platz 3 erreicht und damit das Viertelfinale um die Plätze 9 bis 16 erreicht. Dort verliert man gegen Team B. Team B hat sich damit für das Halbfinale für die Plätze 9 bis 12 qualifiziert, während Team A im Halbfinale um die Plätze 13 bis 16 steht. Team A gewinnt dieses Halbfinale und steht damit im Finale um die Plätze 13/14. Da man dieses verliert hat man Platz 14 erreicht.

## Teilnehmende Teams
Die meisten Teams nehmen regelmäßig am Turnier teil. Die Teilnehmer 2015 waren beispielsweise:
1. FC Magdeburg, Hannover 96, FC Hansa Rostock, VfL Bochum, Borussia Dortmund, Hertha BSC, 1. FC Köln, VfL Wolfsburg, FC Schalke 04, 1. FC Nürnberg, Eintracht Frankfurt, FSV Frankfurt, Greuther Fürth, Fortuna Düsseldorf, Eintracht Braunschweig, TSG 1899 Hoffenheim, Cambridge United, Vejle BK, Post SV Magdeburg und SV Fortuna Magdeburg.
Da regelmäßig die besten Jugendmannschaften Deutschlands teilnehmen, spielten bereits viele spätere National- und Bundesligaspielern beim Turnier, u. a. Mario Götze, Marco Reus, Toni Kroos, Julian Draxler, Marcel Schmelzer, Jérôme Boateng, Leroy Sane, Florian Wirtz und Marc-André ter Stegen.

## Schirmherrschaft
Das Turnier findet unter der Schirmherrschaft wechselnder Personen statt. So war 2015 DFB-Sportdirektor Hansi Flick Schirmherr, zuvor waren es unter anderem Franz Beckenbauer, Oliver Bierhoff, Matthias Sammer und Frank Engel.

## Austragungsort und Zuschauer
Das Turnier findet derzeit in der GETEC Arena statt. Der Zuschauerrekord wurde 2015 eingestellt, als ca. 3.500 Zuschauer erschienen. Im gleichen Jahr gab es außerdem zum ersten Mal einen Livestream über das Internet, der aufgrund des hohen Zugriffs zeitweise zusammen brach. Das Turnier wird außerdem in den sozialen Netzwerken live kommentiert.
Die größte Gruppe der Zuschauer sympathisiert dabei mit dem 1. FC Magdeburg. Mehrere hundert Personen der Magdeburger Ultraszene (Block U) erscheinen regelmäßig beim Turnier und zeigen verschiedene Choreographien.

## Gewinner
Rekordgewinner des Pape-Cup ist mit drei Titeln Borussia Dortmund, zwei Mal konnten sich der 1. FC Köln, die TSG 1899 Hoffenheim, der FC Schalke 04, Hertha BSC und Bayer 04 Leverkusen in die Gewinner-Liste eintragen. Das erste Turnier fand im Dezember 2001, seitdem findet es am zweiten Januar-Wochenende statt:
- 2001: Bayer 04 Leverkusen
- 2003: FC Carl Zeiss Jena
- 2004: FC Schalke 04
- 2005: FC Hansa Rostock
- 2006: Borussia Dortmund
- 2007: Borussia Dortmund
- 2008: Bayer 04 Leverkusen
- 2009: 1. FC Köln
- 2010: 1. FC Köln
- 2011: 1. FC Nürnberg
- 2012: Hannover 96
- 2013: VfL Bochum 1848
- 2014: Fortuna Düsseldorf
- 2015: Borussia Dortmund
- 2016: Hertha BSC
- 2017: TSG 1899 Hoffenheim
- 2018: FC Schalke 04
- 2019: TSG 1899 Hoffenheim
- 2020: FC Augsburg
- 2023: FC Liverpool
- 2024: Hertha BSC
- 2025: FC Liverpool

## Auszeichnungen
Beim Papecup werden drei Auszeichnungen an einzelne Spieler vergeben: Bester Spieler, bester Torwart und bester Torschütze. Dabei werden die ersten beiden von den Trainern aller Mannschaften durch Wahl bestimmt; der beste Torschütze ist der, der innerhalb des gesamten Turniers außer dem Qualifikationsturnier die meisten Tore erzielte.
2001:
- Bester Spieler: Orlando Paulo (Bayer 04 Leverkusen)
- Bester Torwart: nicht vergeben
- Bester Torschütze: nicht vergeben

2003:
- Bester Spieler: Tino Krasse (FC Hansa Rostock)
- Bester Torwart: nicht vergeben
- Bester Torschütze: nicht vergeben

2004:
- Bester Spieler: Ferhat Erdal (FC Schalke 04)
- Bester Torwart: Michael Frenzl (FC Carl Zeiss Jena)
- Bester Torschütze: Jari Ecker (FC Schalke 04)

2005:
- Bester Spieler: Toni Kroos (FC Hansa Rostock)
- Bester Torwart: Markus Lamprecht (1. FC Magdeburg)
- Bester Torschütze: Toni Kroos (FC Hansa Rostock)

2006:
- Bester Spieler: Marco Stiepermann (Borussia Dortmund)
- Bester Torwart: Björn Bussmann (1. FC Köln)
- Bester Torschütze: Albert Alex (1. FC Köln)

2007:
- Bester Spieler: Willi Evseev (Hannover 96)
- Bester Torwart: Marc-André ter Stegen (Borussia Mönchengladbach)
- Bester Torschütze: Timur Temeltas (Bayer Leverkusen)

2008:
- Bester Spieler: Julian Draxler (FC Schalke 04)
- Bester Torwart: Marcel Schuhen (1. FC Köln)
- Bester Torschütze: Murat Bildirici (Eintracht Frankfurt)

2009:
- Bester Spieler: Kevin Holzweiler (Borussia Mönchengladbach)
- Bester Torwart: Marius Trnka (Eintracht Frankfurt)
- Bester Torschütze: Maurice Pluntke (Borussia Mönchengladbach)

2010:
- Bester Spieler: Matti Steinmann (Hamburger SV)
- Bester Torwart: Daniel Mesenhöler (1. FC Köln)
- Bester Torschütze: Brian Behrens (VfB Oldenburg)

2011:
- Bester Spieler: Kevin Basala (1. FC Köln)
- Bester Torwart: Florian Stränsch (1. FC Magdeburg)
- Bester Torschütze: Aleksandar Toncic (1. FC Nürnberg)

2012:
- Bester Spieler: Amara Condé (Bayer Leverkusen)
- Bester Torwart: Timo Königsmann (Hannover 96)
- Bester Torschütze: Enis Bytyqi (1. FC Magdeburg)

2013:
- Bester Spieler: Görkem Sağlam (VfL Bochum)
- Bester Torwart: Hendrik Hermann (Hertha BSC)
- Bester Torschütze: Tom Zimmerschied (FC Bayern München)

2014:
- Bester Spieler: Dario Kovačić (FC St. Pauli)
- Bester Torwart: Gianni Honsel (VfL Bochum)
- Bester Torschütze: David Nieland (VfL Wolfsburg)

2015:
- Bester Spieler: Okan Yılmaz (FC Schalke 04)
- Bester Torwart: Lukas Zahaczewski (SpVgg Greuther Fürth)
- Bester Torschütze: Mick Gudra (Fortuna Düsseldorf)

2016:
- Bester Spieler: Faride Alidou (Hamburger SV)
- Bester Torwart: Lino Kasten (VfL Wolfsburg)
- Bester Torschütze: Ben Wormann (Cambridge United)

2017:
- Bester Spieler: Márton Dárdai (Hertha BSC)
- Bester Torwart: Ian Werner (TSG 1899 Hoffenheim)
- Bester Torschütze: Dejan Svirač (TSG 1899 Hoffenheim)

2018:
- Bester Spieler: Florian Wirtz (1. FC Köln)
- Bester Torwart: Justin Treichel (FC Schalke 04)
- Bester Torschütze: Xaver Kroll (FC Augsburg)

2019:
- Bester Spieler: Umut Tohumcu (TSG 1899 Hoffenheim)
- Bester Torwart: Paul Siegers (TSG 1899 Hoffenheim)
- Bester Torschütze: Keke Topp (SV Werder Bremen)

2023:
- Bester Spieler: Joe Bradshaw (FC Liverpool)
- Bester Torwart: Robin Stolpe (Hannover 96)
- Bester Torschütze: Nico Biedermann (Hertha BSC)

2024:
- Bester Spieler: Kennet Eichhorn (Hertha BSC)
- Bester Torwart: Luka Skoro (FC Augsburg)
- Bester Torschütze: Prince Will Chisom (VfL Wolfsburg)

2025:
- Bester Spieler: Julian-Maxine Wenta (Hertha BSC)
- Bester Torwart: Ben Schleiper (FC Schalke 04)
- Bester Torschütze: Leonard Sorg (1. FC Union Berlin)